# 다이호지촌
다이호지촌(大宝寺村)은 야마가타현 니시타가와군에 있던 촌이다.

## 역사
- 1889년 4월 1일 - 정촌제 시행에 수반해 니시타카와군 6촌이 합병해 다이호지촌이 성립하였다.
- 1929년 4월 1일 - 니시타카와군 와라비오카촌에 편입해 소멸하였다.

## 참고문헌
- 『市町村名変遷辞典』東京堂出版、1990年。